# PokéPark Wii: La grande avventura di Pikachu
PokéPark Wii: La grande avventura di Pikachu (ポケパークＷｉｉピカチュウの大冒険?, Poké Park Wii Pikachuu no Daibouken) è un videogioco della serie Pokémon per Nintendo Wii. Uscito in Giappone il 5 dicembre 2009 e in Europa il 9 luglio 2010, è ambientato all'interno di un parco tematico dedicato ai Pokémon.

## Trama
Pikachu e i suoi amici Chikorita, Piplup e Charmander, stanno giocando quando all'improvviso appare il Pokémon leggendario Mew, che li chiama per affidare loro una grande missione: salvare il PokéPark. Infatti i Pokémon di quel luogo stanno perdendo la loro felicità di una volta: alcuni di loro, detti mastrizona, hanno chiuso numerose attrazioni e recintato il PokéPark; l'Oasi celeste, dove abita Mew, trae energia da quella felicità e, se le condizioni del PokéPark non miglioreranno, a breve l'Oasi non potrà più esistere. Il dolce Pikachu dovrà quindi salvare il PokéPark, interagendo con i vari Pokémon e scoprendo ciò che effettivamente sta accadendo.